# Alexandre Oukidja
Alexandre „Alex“ Oukidja (* 19. Juli 1988 in Nevers) ist ein französisch-algerischer Fußballtorwart. Er steht seit 2018 beim FC Metz unter Vertrag und ist algerischer Nationalspieler.

## Karriere

### Karrierebeginn in Nevers
Seine aktive Karriere als Fußballtorwart begann der im Sommer 1988 in Nevers im Zentrum Frankreichs geborene Oukidja im Jahre 1995 im Nachwuchsbereich seines Heimatvereins, dem Racing Club Nevers Challuy Sermoise. Dort war er bis 1997 ausschließlich in der Jugendabteilung aktiv und schaffte schließlich im Jahre 1998 den Sprung zum ASA Vauzelles. Nach etwa drei Jahren war auch dort seine Zeit vorbei und Oukidja verließ den Verein im Jahre 2000. Gleich darauf wurde er 2001 vom Institut du Football Régional (IFR) de Châteauroux aufgenommen und kam in dieser Eliteausbildungsstätte bis einschließlich 2003 zum Einsatz. Während dieser Zeit wurde er noch intensiver auf seiner Torhüterposition ausgebildet, um sich bald darauf auch seinem ersten Profiverein anzuschließen. So kam es, dass sich der junge Torwart nach einigen Jahren am IFR im Jahre 2003 dem Nachwuchs des FC Gueugnon, der damals noch in der französischen Zweitklassigkeit vertreten, anschloss. Beim burgundischen Klub wurde der noch sehr junge Oukidja beinahe ausschließlich im Nachwuchs eingesetzt, schaffte aber in der Saison 2005/06 überraschend den Sprung in den Profikader des Klubs. Dabei wurde er in der 18. Runde der laufenden Saison, am 2. Dezember 2005, bei der 1:3-Auswärtsniederlage gegen den HSC Montpellier eingesetzt. Nachdem er gleich zu Beginn der zweiten Halbzeit eingewechselt wurde, musste er den verletzungsbedingten Ausfall von Pierre Bouysse kompensieren. Nach seiner Einwechslung musste er in der 61. Spielminute durch Stéphane Darbion und in der 89. Minute durch Jérôme Lafourcade noch jeweils einen Treffer hinnehmen. Noch zum Ende der Saison verließ er den Klub in Richtung Lille.

### Wechsel nach Lille
Nach seinem Wechsel zum OSC Lille, der bereits zu diesem Zeitpunkt in der Ligue 1 vertreten war, war Oukidja von Anfang an nur für das B-Team mit Spielbetrieb in der viertklassigen Championnat de France Amateurs (CFA) vorgesehen. So wurde er in seiner ersten Spielzeit beim neuen Verein in insgesamt 13 Ligaspielen der B-Mannschaft eingesetzt und erreichte mit der Mannschaft in der zum Teil dichtgestaffelten Endtabelle den dritten Platz. Erst in der Saison 2007/08 schaffte er als dritter Tormann hinter der Stammkraft Tony Sylva und dem ebenfalls recht erfahrenen aber bei Lille kaum eingesetzten Grégory Malicki den Sprung in den Profikader des Erstligisten. Dort konnte er sich im Anschluss allerdings nicht durchsetzen und verbrachte die meiste Zeit in der CFA-Mannschaft, bei der er es bis zum Saisonende auf 14 Einsätze in der Meisterschaft kam. In dieser Spielzeit reichte es für Oukidja und das Team für den fünften Rang im Endklassement. Auch zur Saison 2008/09 wurde Oukidja in den Profikader geholt, aber konnte sich wiederholt nicht durchsetzen und stand so hinter Grégory Malicki, der nach dem Abgang Sylvas zur unumstrittenen Nummer 1 im Tor von Lille avancierte, und hinter dem damaligen Leiherwerb Ludovic Butelle, der ebenfalls zu seinen Einsätzen für die Profis kam, abermals als dritter Torhüter im Kader. Auf 15 Einsätze brachte er es in dieser Spielzeit für die Mannschaft in der CFA, wo er es mit der Mannschaft auf den elften Tabellenplatz schaffte.
2009/10 verlief für den jungen Franzosen ähnlich wie die vorhergegangenen Spielzeiten. Im Profimannschaft war er hinter Routinier Mickaël Landreau und dem nun als Fixzugang agierenden Butelle nur ständiger Ersatz. Hingegen war er bei den Amateuren des Klubs mit 17 Einsätzen erneut recht erfolgreich, wobei er es von Jahr zu Jahr auf immer mehr Einsätze brachte. Mit Barel Mouko wechselte sich Oukidja bei den Profis in dieser Saison zumeist als Nummer 3 bzw. Nummer 4 ab, wobei es keiner der beiden auf einen Profieinsatz brachte. In der B-Mannschaft reichte es abermals nur für einen Platz im Tabellenmittelfeld. In der aktuell (Stand: 23. April 2011) noch laufenden Saison 2010/11 steht Oukidja bereits in seiner vierten Saison im Profikader, brachte es bis heute aber noch auf keinen einzigen Einsatz. Jedoch steigerte er seine Leistung in der B-Mannschaft ein weiteres Mal und brachte es bis 10. April 2011 bereits auf 19 Meisterschaftseinsätze. In einer Begegnung wurde er dabei sogar mit einer roten Karte frühzeitig vom Platz gestellt. Dies war allerdings nichts das erste Mal, dass ihn so ein frühzeitiger Ausschluss beim CFA-Team von Lille ereile. Mit der Mannschaft steht er im unmittelbaren Abstiegskampf und rangiert dabei mit dem Team auf dem vorletzten Tabellenplatz.

## Erfolge
Algerien
- Afrikameister: 2019 (ohne Einsatz)